# Macronemurus gallus
Macronemurus gallus is een insect uit de familie van de mierenleeuwen (Myrmeleontidae), die tot de orde netvleugeligen (Neuroptera) behoort. 
Macronemurus gallus is voor het eerst wetenschappelijk beschreven door Hölzel in 1987.